# Danmarks ambassade i Rangoon
Danmarks ambassade i Rangoon er Danmarks officielle repræsentation i Myanmar. Ambassaden åbnede den 1. august 2014 og er beliggende i Nordic House i Rangoon, hvor de nordiske lande Danmark, Norge, Finland og Sverige deler ambassadebygning.
Ambassadens primære opgaver omfatter at fremme politisk dialog, støtte danske virksomheder på det myanmarske marked og yde konsulær bistand til danske borgere i Myanmar. Derudover arbejder ambassaden for at styrke samarbejdet inden for områder som handel, kultur og udvikling samt at understøtte bæredygtig udvikling og økonomisk vækst i Myanmar.

## Historie
Danmark og Myanmar etablerede diplomatiske forbindelser i 1955. Gennem årene har Danmark støttet Myanmar i landets demokratiske overgang og udvikling. Åbningen af ambassaden i 2014 markerede en styrkelse af de bilaterale relationer og et øget dansk engagement i Myanmar.